# Enallagma civile
Enallagma civile là một loài chuồn chuồn kim trong họ Coenagrionidae.
Enallagma civile is in 1861 voor het eerst wetenschappelijk beschreven door Hagen.

## Hình ảnh

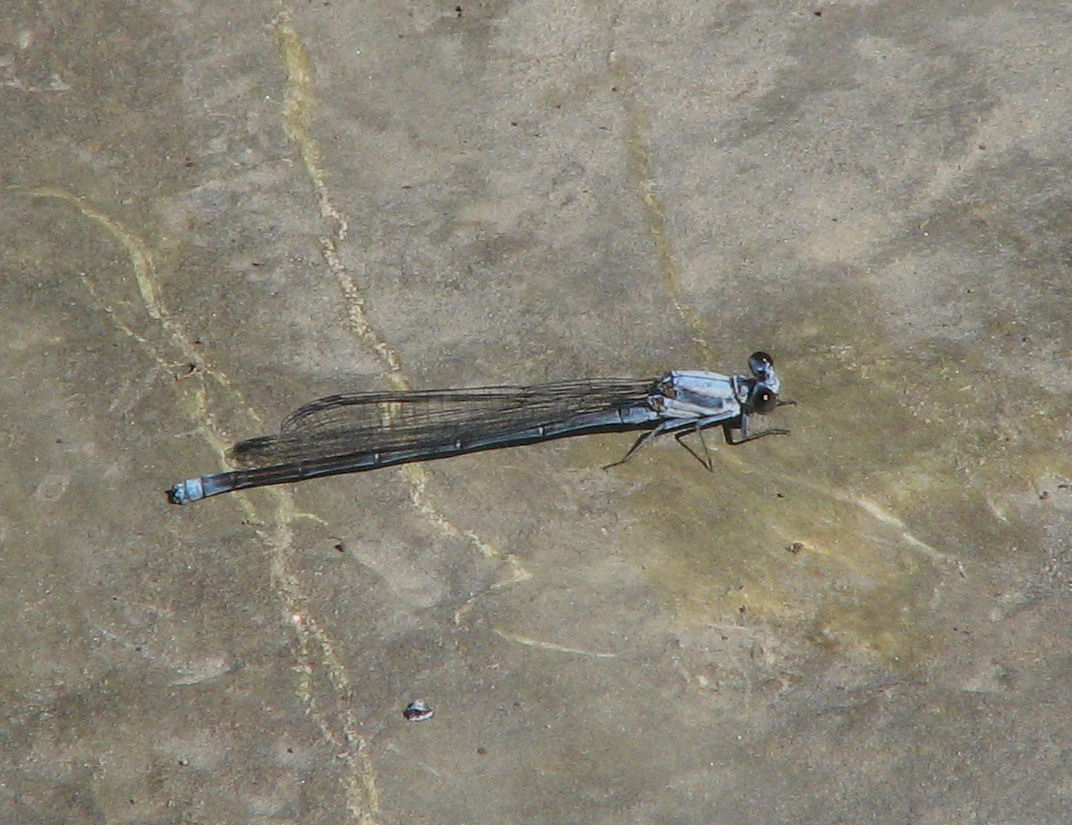
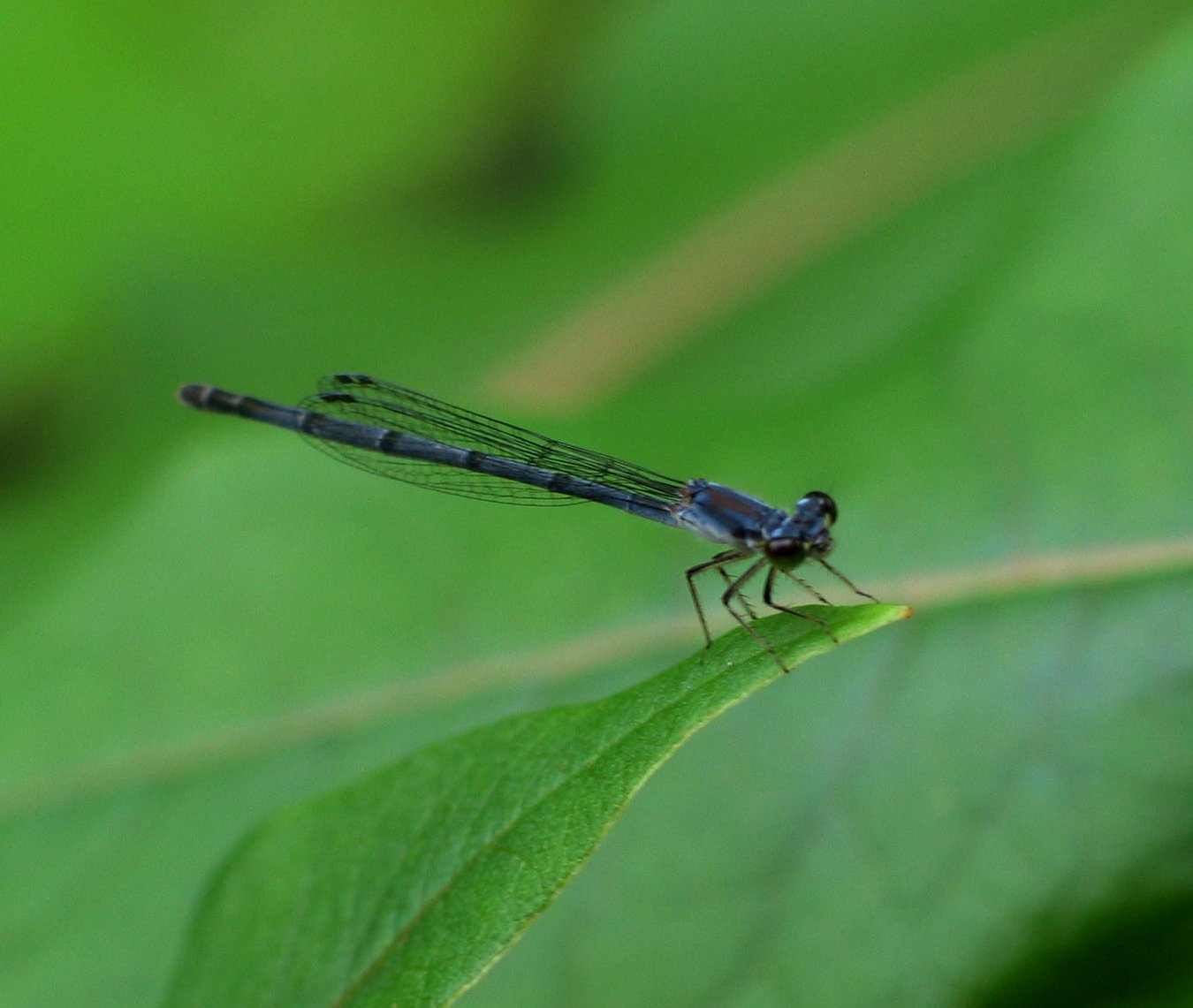
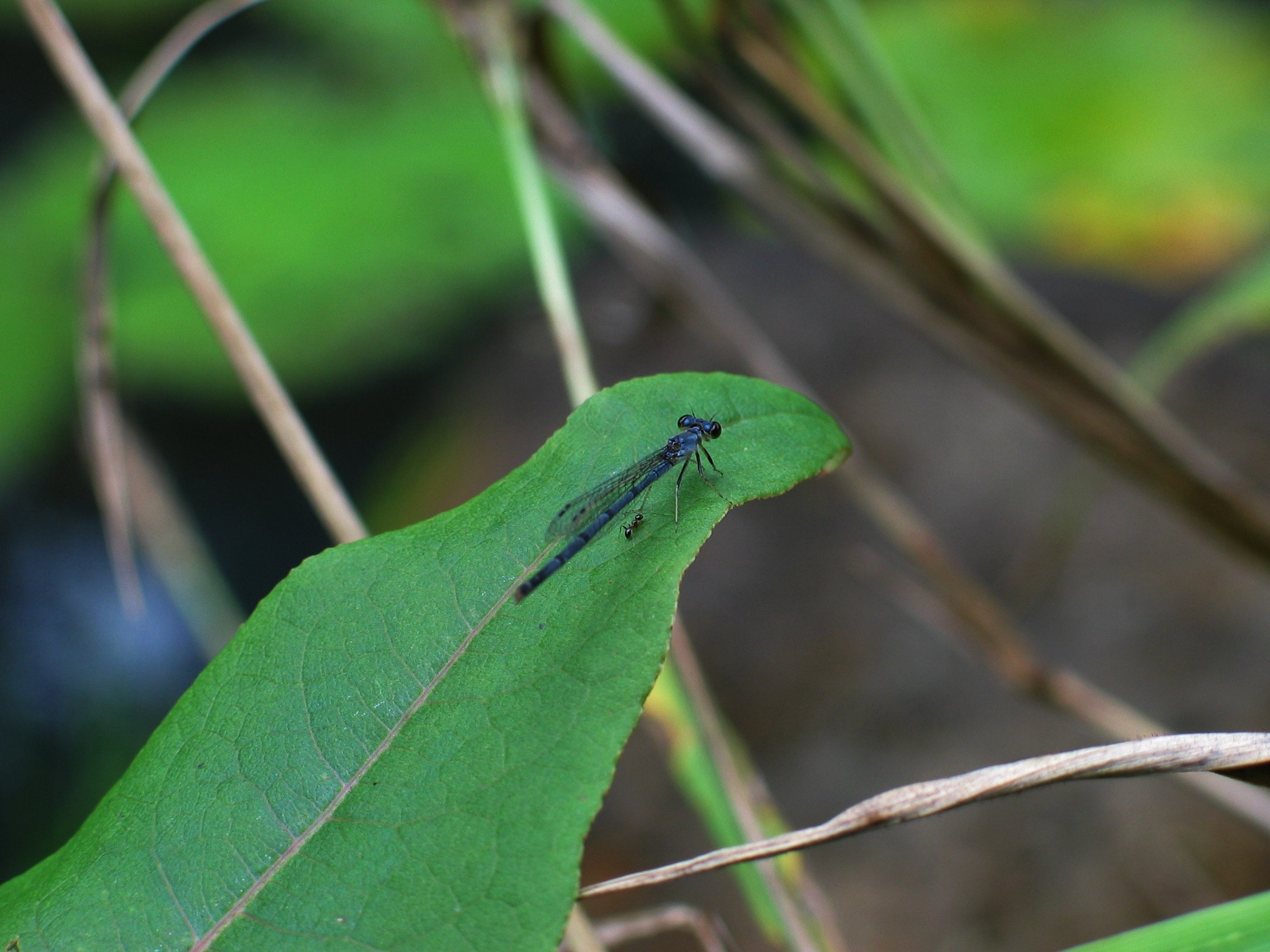
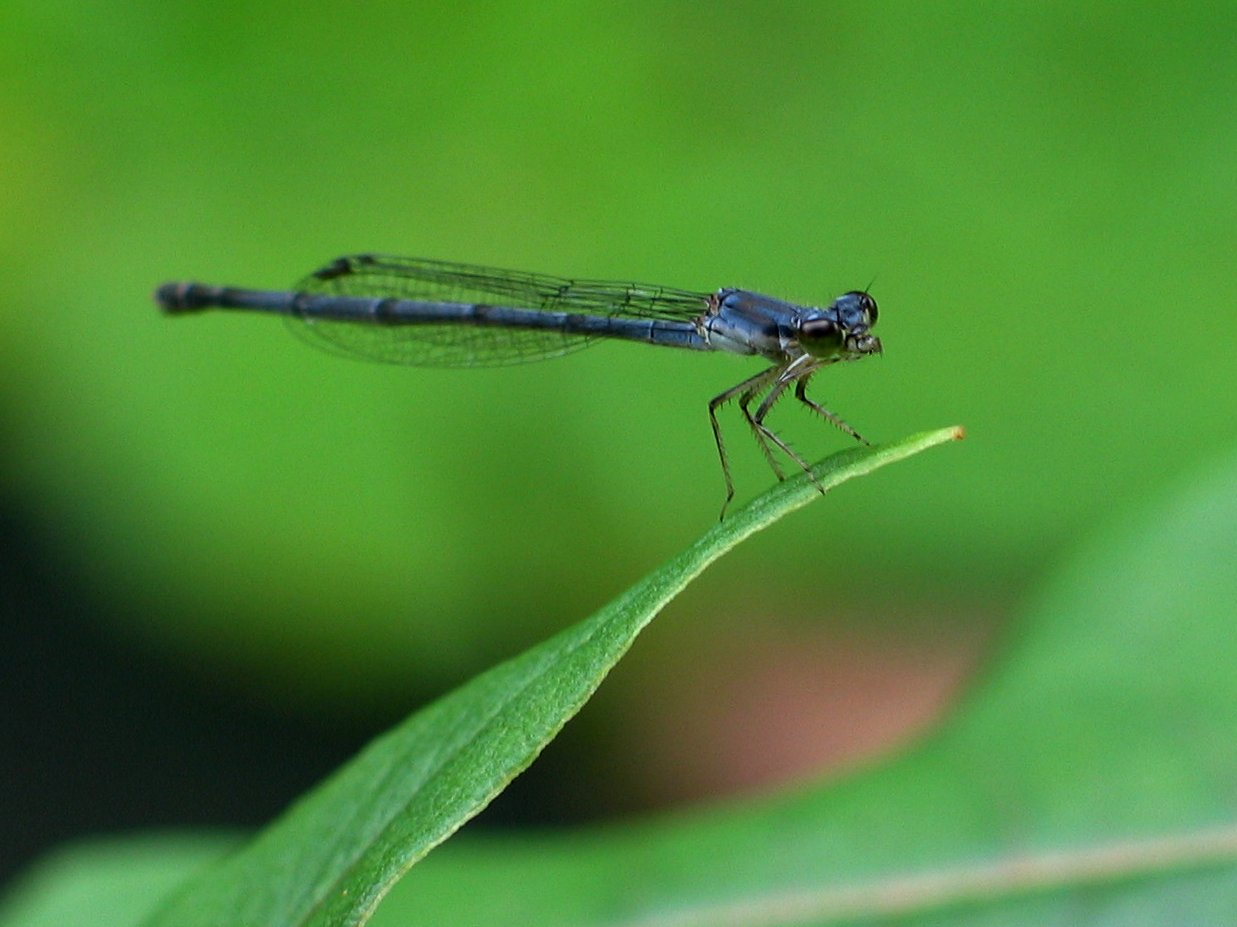